# ۲۱ پل
۲۱ پل (انگلیسی: 21 Bridges) یک فیلم سینمایی آمریکایی در ژانر اکشن و دلهره‌آور به کارگردانی برایان کرک با بازی چادویک بوزمن که از سوی کمپانی اس‌تی‌اکس انترتینمنت در ۲۲ نوامبر ۲۰۱۹ منتشر شد.
این فیلم داستان دو دزد را روایت می‌کند که در زمان دزدی مواد مخدر با پلیس‌هایی فاسد روبرو می‌شوند و مجبور به کشتن تمام آنها می‌شوند که این کار باعث می‌شود آنها در موقعیت‌های خطرناک قرار گرفته و برای پیدا کردن این دو تمام ۲۱ پل منهتن را مسدود می‌کنند.

## بازیگران
- چادویک بوزمن
- جی. کی. سیمونز
- سیه‌نا میلر
- تیلور کیچ
- توبی همینگوی
- کیث دیوید
- گری کار